# Menindee
Menindee é uma pequena cidade no extremo oeste do estado de Nova Gales do Sul, na Austrália, no centro de Darling Shire, nas margens do rio Darling. No censo de 2016, a cidade tinha uma população de 551 habitantes.
Em 10 de janeiro de 1939, a cidade de Menindee registrou uma temperatura de 49,7 °C, essa é a mais alta temperatura já registrada no estado de Nova Gales do Sul.